# Måsklobbarna
Måsklobbarna är skär i Åland (Finland). De ligger i den nordvästra delen av landskapet, 40 km norr om huvudstaden Mariehamn. Måsklobbarna ligger 1 meter över havet. De ligger på ön Bakskär.
Terrängen runt Måsklobbarna är platt. Havet är nära Måsklobbarna åt nordväst. Trakten är glest befolkad. Närmaste större samhälle är Geta, 9,4 km sydost om Måsklobbarna. 
I omgivningarna runt Måsklobbarna växer i huvudsak barrskog.